# Station Bińcze
Station Bińcze is een spoorwegstation in de Poolse plaats Bińcze.